# موکولیا (هاوایی)
موکولیا (به انگلیسی: Mokulēia) یک منطقهٔ مسکونی در ایالات متحده آمریکا است که در شهرستان هونولولو، هاوایی واقع شده‌است. موکولیا ۷٫۰ کیلومتر مربع مساحت و ۱٬۸۱۱ نفر جمعیت دارد و ۴٫۵۷ متر بالاتر از سطح دریا واقع شده‌است.